# Charles Ingram

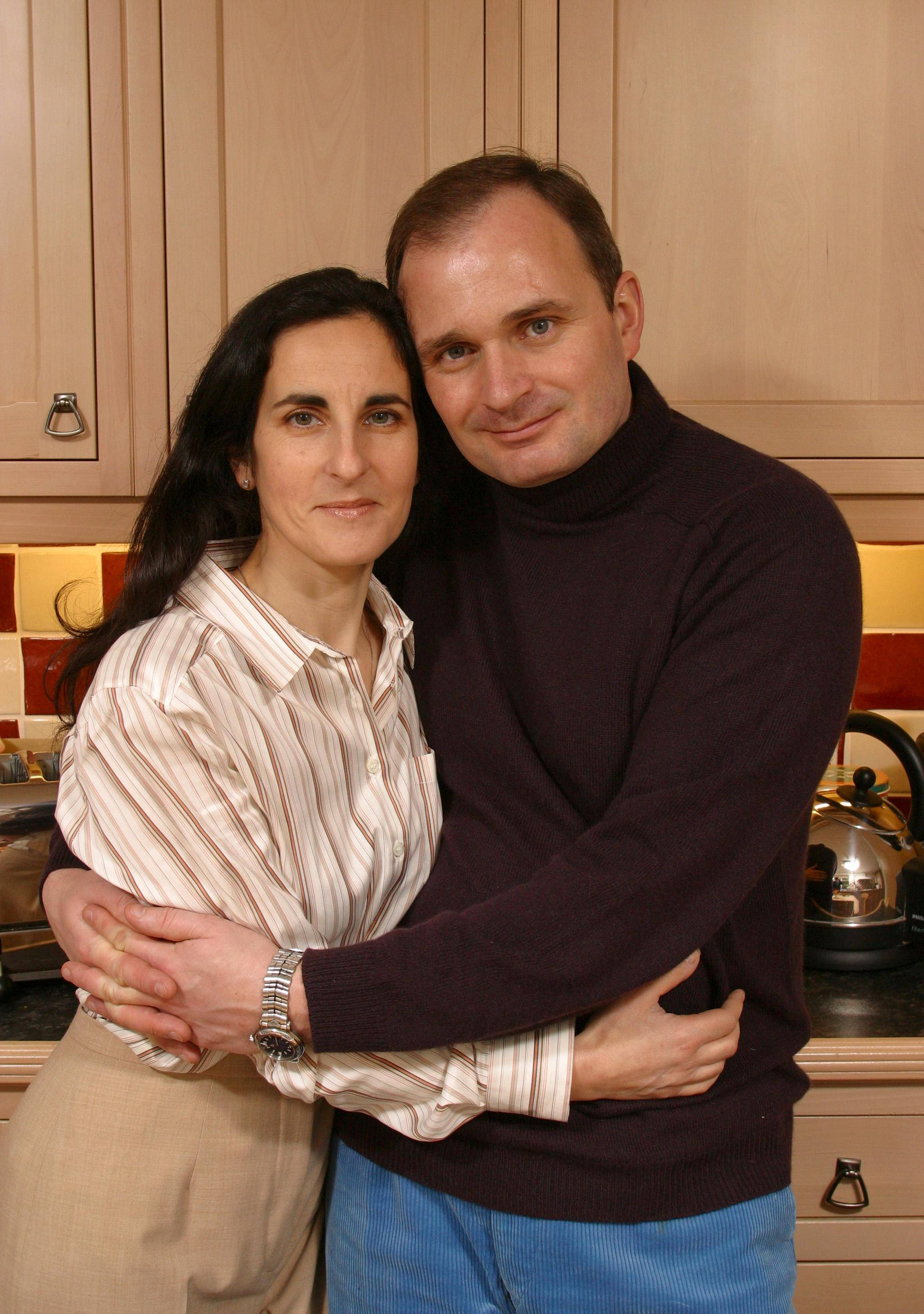
Diana och Charles Ingram 2006.

Charles William Ingram, född 6 augusti 1963 i Shardlow, Derbyshire är en brittisk före detta major och författare, som fick rubriker i Storbritannien under 2001 då det framkom att han hade fuskat sig till maxvinsten i frågesportsprogrammet Vem vill bli miljonär?.
Ingram fälldes för fusket. Det hade upptäckts att han hade haft en medhjälpare i publiken nämligen Tecwen Whittock som hostade varje gång han nämnde rätt svar. Charles fru Diana Ingram hade tidigare själv deltagit i programmet, paret hade också utan framgång försökt komma med som par under en speciell parvecka.
Till följd av det upptäckta fusket fick Charles aldrig ut sin vinstsumma på £1,000,000 och blev även under 2003 avskedad från sitt jobb som major. Han har sedan dess tjänat pengar på romaner om sina upplevelser efter incidenten.
Programmet Who wants to Steal a Million? sändes även i Sverige under 2004 där hela Charles Ingrams omgång av Vem vill bli miljonär? visades plus bevis och intervjuer. Det har även gjorts en liknande dokumentär vid namn Millionaire: A Major Fraud, som sändes den 21 april 2003 i Storbritannien.